# Urbain Olivier
Pour les articles homonymes, voir Olivier (homonymie).
Urbain Olivier, né le 3 juin 1810 à Eysins et mort le 25 février 1888 à Givrins, est un auteur et romancier suisse.

## Biographie
Fils d'un cultivateur et frère de Juste Olivier, il passe une partie de son enfance au domaine de Bois-Bougy, à Nyon, où son père était fermier. Il suit ses études à Nyon avant de se lancer dans l'écriture lors de sa mobilisation dans la campagne qui précède la séparation du canton de Bâle en 1831, puis dans celle du Sonderbund en 1847. Démobilisé, il publie ensuite plus de trente romans et nouvelles décrivant la région de la Côte du canton de Vaud et ses habitants.
Parallèlement à son travail d'écrivain, il est également élu comme syndic de la commune d'Eysins en 1838 et clerc de notaire.

## Publications
Urbain Olivier a publié trente-cinq romans dont :
- Pierre Chavin et ses bœufs : Histoire populaire. Lausanne, Libraire A. Delafontaine 1856
- Les deux neveux: esquisses populaires. Lausanne, Georges Bridel éditeur 1857 287 p.
- Récits de chasse et d'histoire naturelle. (avec quatre gravures dessinés par Gustave Roux) Paris & Lausanne, Georges Bridel éditeur, 1857, 264 p.
- Matinées d’automne. Nouveaux récits de chasse et d’histoire naturelle. (avec quatre gravures dessinés par Gustave Roux) Lausanne, Georges Bridel éditeur 1859 332 p.
- L'hiver: récits populaires. Lausanne, Georges Bridel éditeur 1860 319 p.
- À la Violette: Histoire du temps actuel. Lausanne, Libraire A. Delafontaine 1861 95 p.
- Le fournier: récit du village. Lausanne, Georges Bridel éditeur 1861 119 p.
- Souvenir des bois. 1861
- Les jours de soleil. Nouvelles. Lausanne, Georges Bridel éditeur 1862 319 p.
- L'orphelin: nouvelle villageoise. Lausanne, Georges Bridel éditeur 1863 336 p.
- Adolphe Mory: nouvelle villageoise. Lausanne, Georges Bridel éditeur 1864 351 p.
- Le manoir du vieux clos. Lausanne, Georges Bridel éditeur 1864 344 p.
- La Fille du Forestier. Lausanne, Georges Bridel éditeur 1865 344 p.
- Deux nouvelles vaudoises. Les collines de Féval – La Violette. Lausanne, Georges Bridel éditeur 1865
- Les jours de soleil: Nouvelles. Lausanne, Georges Bridel éditeur 1866 319 p.
- L'ouvrier: Histoire de paysans. Lausanne, Georges Bridel éditeur 1866 384 p.
- Raymond, le pensionnaire: Nouvelle. Lausanne, Georges Bridel éditeur 1867 340 p.
- L’oncle Matthias. 2e édition Lausanne, Georges Bridel éditeur 1868 320 p.
- La petite côte. Histoire champêtre. Lausanne, Georges Bridel éditeur 1869 390 p.
- La Maison du Ravin: Idylle Vaudoise. Lausanne, Georges Bridel éditeur 1869 372 p.
- Lettre respectueuse d’un agriculteur au Comité du Christianisme liberal de Neufchatel. [20 février] 1869 8 p.
- Jean Laroche: ou, Monsieur et paysan: nouvelle. Lausanne, Georges Bridel éditeur 1870 335 p.
- Une voix des champs: récits populaires. Lausanne, Georges Bridel éditeur 1872 392 p.
- Rosette ou La Danse au village: nouvelle, Lausanne, Georges Bridel éditeur 1873 320 p.
- L'interné: nouvelle suisse, Lausanne, Georges Bridel éditeur 1873 207 p.
- La terre et le vin ou Les deux frères. 1874
- Le tailleur de pierre. Lausanne, Georges Bridel éditeur1874 288 p.
- Les bons paysans: nouvelle villageoise. Lausanne, Georges Bridel éditeur 1875 318 p.
- Un fils unique: nouvelle. Lausanne, Georges Bridel éditeur 1876 340 p.
- La paroisse des Avaux: nouvelle. Lausanne, Georges Bridel éditeur 1877 322 p.
- Betsy l'héritière: nouvelle vaudoise. Lausanne, Georges Bridel éditeur 1878 360 p.
- Monsieur Sylvius: nouvelle vaudoise. Lausanne, Georges Bridel éditeur 1879 341 p.
- Ferdine: ou, La pension Collet; nouvelle. Lausanne, Georges Bridel éditeur 1880 310 p.
- Récits vaudois. L’effeuilleuse – Les deux frères – L’Ouchette. 1880
- Le voisin Horace. nouvelle. Lausanne, Georges Bridel éditeur 1882 346 p.
- La famille Boccard: nouvelle vaudoise. Lausanne, Georges Bridel éditeur 1883 438 p.
- La servant du docteur. Simple histoire. Lausanne, Georges Bridel éditeur 1885 336 p.
- Martin Goulte le charretier. Société des traités religieux de Lausanne 1885
- Le retour au pays: nouvelle vaudoise. Lausanne, Georges Bridel éditeur 1886 320 p.
- Un jeune homme à marier: nouvelle. Lausanne, Georges Bridel éditeur 1886 340 p.
- Au pied des bois. Souvenirs et nouvelles. Lausanne, Georges Bridel éditeur 1888 350 p.
- Un français en Suisse. Lausanne, Georges Bridel éditeur 1889 302 p.
- Hector Chably. 1893
- Poésies inédites d’Urbain Olivier : 1810-1888. Société historique de la Côte 1991